# 8 перших побачень
«8 перших побачень» (рос. 8 первых свиданий) — українсько-російська комедія 2012 року, виробництва  Студії «Квартал-95». Українська прем'єра відбулася 8 березня 2012.

## Сюжет
Віра і Микита не знайомі, вони ніколи не бачилися. Не рахуючи того, що вони вибрали одне й теж місце для святкування своїх успіхів в особистому житті. Віра — успішна телеведуча власного ток-шоу, збирається заміж, її обранець Костянтин — відомий тенісист. Микита — затребуваний лікар-ветеринар, зробив пропозицію руки і серця Ілоні, пластичному хірургові. У них все складалося добре, вони були щасливі, друзі підтримували їх вибір, але все змінилося одного ранку, коли Віра і Микита прокинулися в одному ліжку.
Вирішивши, що це наслідки бурхливих веселощів, вони розходяться в різні боки, сподіваючись забути це все, як страшний сон. Але наступного ранку все повторюється, вони знову прокидаються в одному ліжку в тому ж «Будинку Вашої мрії», хоча кожен з них точно знає, що засипали вони у себе вдома. Так продовжується ще кілька днів. Якісь таємничі сили весь час зводять їх, руйнуючи їх особисте життя, або, можливо, вказуючи, що вони створені один для одного …

## У ролях
- Оксана Акіньшина — Віра
- Володимир Зеленський — Микита
- Катерина Варнава — Ілона
- Денис Никифоров — Костянтин
- Олеся Железняк — Зінаїда
- Євген Кошовий — Таксист
- Світлана Ходченкова — Пасажирка таксі
- Віктор Васильєв — Олексій
- Сосо Павліашвілі — співак на святі (камео)